# Netukulimk

Le netukulimk est l'éthique des Micmacs dans leur relation avec la terre, l'eau et la faune de leurs terres ancestrales, la Mi'kma'ki. Cette relation passe à travers des cérémonies et des rituels démontrant le respect et la gratitude envers les animaux et les autres formes de vie. Un exemple du netukulimk est dans la relation des Mi'kmaq avec les orignaux. Ces animaux sont cruciaux dans la culture Mi'kmaq, fournissant nourriture, abris, outils, médicaments et divertissement. Cette dépendance sacrée et pratique influence les activités économiques, cérémonielles et traditionnelles, menant à renforcer les relations réciproques avec les orignaux. Des rituels exprimant gratitude et respect, particulièrement concernant la chasse, ont donc été conçus pour maintenir l'équilibre entre humains et animaux en leur créant des obligations mutuelles,.
La colonisation européenne a bouleversé le netukulimk, avec la perte des territoires, la déforestation et la déplétion de l'environnement, dès lors conçu comme un ensemble de ressources. Les missionnaires catholiques français ont tenté d'assimiler les Mi'kmaq, perturbant leurs relations, dont notamment celles avec les orignaux. Les maladies introduites par les Européens, la déconsidération des chamanes Mi'kmaq et l'altération des pratiques traditionnelles ont déstabilisé la culture Mi'kmaq. Selon Kerry Prosper, L. Jane McMillan, Anthony A. Davis et Morgan Moffitt, les traités de paix et d'amitié ont été utilisés pour neutraliser les Mi'kmaq. Les réserves éloignées ont limité l'accès aux territoires de chasse traditionnels. Les politiques gouvernementales ont criminalisé la chasse Mi'kmaq et restreint l'accès aux ressources, provoquant des conflits juridiques.
Les Mi'kmaq ont utilisé les institutions des colons pour défendre leurs droits. Des cas tels que ceux de Sylliboy en 1928, d'Isaac en 1975 et de Simon dans les années 80, ont établi les droits Mi'kmaq de chasser partout dans leur territoire. Malgré la victoire au tribunal, les autorités provinciales ont continué à restreindre l'accès aux ressources. La réaffirmation du netukulimk et de sa dimension normative et juridique est aussi une défense de la durabilité de la pêche atlantique.